# Herbert Grötzsch
Camillo Herbert Grötzsch (* 21. Mai 1902 in Döbeln; † 15. Mai 1993 in Halle) war ein deutscher Mathematiker, der sich vor allem mit Funktionentheorie und Graphentheorie beschäftigte.

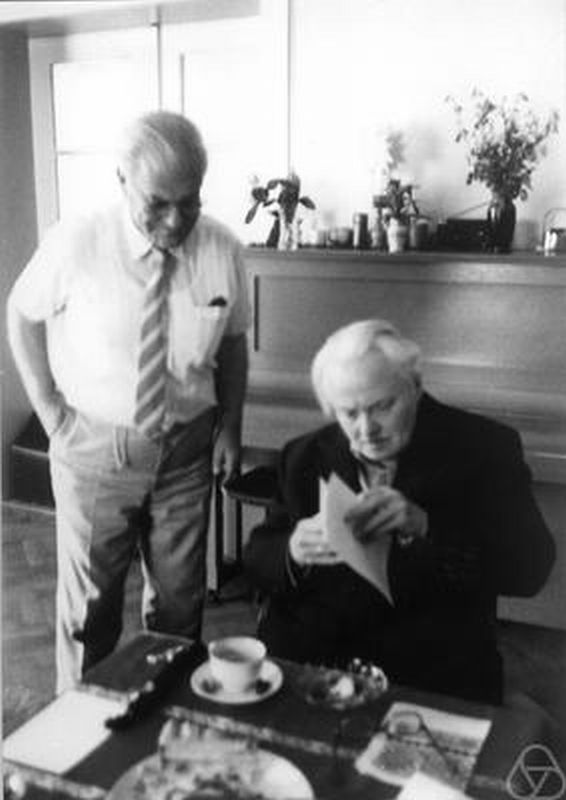
Herbert Grötzsch mit Horst Tietz (stehend) an seinem 86. Geburtstag in Halle

## Leben
Camillo Herbert Grötzsch wurde 1902 in Döbeln geboren. Sein Vater Emil Camillo Grötzsch, der 1898 bei Sophus Lie promovierte, war Mathematiklehrer, zuletzt am Realgymnasium in Crimmitschau als Oberstudiendirektor. Grötzsch besuchte die Realgymnasien in Döbeln und Crimmitschau und studierte von 1922 bis 1926 Mathematik an der Universität Jena bei Paul Koebe, dem er auch an die Universität Leipzig folgte, wo er 1929 als Koebes Assistent promovierte (Über konforme Abbildung unendlich vielfach zusammenhängender schlichter Bereiche mit endlich vielen Häufungsrandkomponenten). 1931 habilitierte er sich an der Universität Gießen. Dort war er ab 1930 Assistent und danach Privatdozent. 
1933/34 schloss er sich dem Stahlhelm an, dessen Mitglieder bald zwangsweise in die SA eingegliedert wurden. Grötzsch erklärte seinen Austritt aus der SA und begründete diesen Schritt mit der Androhung von "Tätlichkeiten gegen Andersdenkende". Als Reaktion wurde ihm die Assistentenstelle gekündigt. Daraufhin verzichtete Grötzsch auf die Lehrbefugnis, um sich eine neue Arbeitsstelle suchen zu können. Bis 1939 war er in Leipzig Mitarbeiter von J. C. Poggendorffs Handwörterbuch und wurde dann zur Artillerie eingezogen. Nach Fronteinsatz wurde er nach einer Nierenerkrankung 1942 im Heimatdienst verwendet und arbeitete 1944 in Göttingen am Aerodynamischen Institut an der Berechnung von Strahltriebwerken. 
Da die Universität Gießen nach dem Ende des Zweiten Weltkrieges zunächst von den amerikanischen Besatzungskräften geschlossen wurde, wirkte er ab 1945 an der Universität Marburg, an der er zunächst Hilfskraft, dann Assistent und 1947 außerplanmäßiger Professor wurde. Ab 1948 war er Professor an der Universität Halle, wo er bis zu seiner Emeritierung 1967 blieb.  Herbert Grötzsch setzte sich in der DDR für Studierende ein, die aus politischen Gründen verfolgt worden sind.

Grötzsch-Graph

Grötzsch ist vor allem für seine Arbeiten zur geometrischen Funktionentheorie in den 1930er Jahren bekannt. Insbesondere war er der Begründer der Theorie der quasikonformen Abbildungen (ab 1928). Während bei konformen Abbildungen infinitesimal Kreise auf Kreise abgebildet werden, werden sie bei quasikonformen Abbildungen allgemeiner auf Ellipsen abgebildet. Das in elementaren geometrischen Überlegungen fußende Konzept der quasikonformen Abbildungen erwies sich danach in der Hand von Grötzsch, Lars Ahlfors, Oswald Teichmüller und anderen als sehr wirksam, um davor als sehr schwierig eingestufte Extremalprobleme konformer Abbildungen anzugreifen.
Mehrere Konzepte in der Theorie der konformen und quasikonformen Abbildungen sind nach Grötzsch benannt. Die Einheitskreisscheibe, aus der ein Intervall [0,r] entfernt wird, heißt Grötzschgebiet oder Grötzschring. Grötzsch zeigte, dass dieses Gebiet maximalen Modul unter allen Ringgebieten hat, die aus der Einheitskreisscheibe entstehen, wenn dort ein Kompaktum entfernt wird, welches den Nullpunkt und einen Punkt vom Betrag r enthält. Das entsprechende Extremalproblem heißt auch Grötzschproblem, die Grötzschfunktion bezeichnet den Modul dieses Gebiets als Funktion von r. Die Grötzschungleichung gibt eine Abschätzung des Moduls eines Ringgebiets durch den Modul zweier Teilringe. Diese Ungleichung ist in der komplexen Dynamik von Bedeutung.
Schon während seiner Militärzeit und nach dem Krieg befasste er sich hauptsächlich mit Kombinatorik (Graphentheorie) und elementarer Zahlentheorie. 1959 bewies er, dass jeder dreiecksfreie ebene Graph mit drei Farben färbbar ist. Der „Grötzsch-Graph“ ist ein nicht-ebenes Beispiel eines Dreiecks-freien Graphen, der nur mit mindestens vier Farben färbbar ist. Nach 1960 publizierte er nichts mehr. Den Festvortrag zu seinem 75. Geburtstag hielt Lipman Bers.
Grötzsch war ab 1951 mit Annemarie Jung verheiratet, der Tochter des Hallenser Mathematikers Heinrich Jung, mit der er drei Kinder hatte.

## Ehrungen
- Ab 1959 Mitglied der Deutschen Akademie der Naturforscher Leopoldina.[9]
- 1961 Pestalozzi-Medaille für treue Dienste in Bronze.
- 1967 Nationalpreis der DDR zweiter Klasse.